# (36748) 2000 RR65
2000 RR65 (asteroide 36748) é um asteroide da cintura principal. Possui uma excentricidade de 0.15174950 e uma inclinação de 12.16746º.
Este asteroide foi descoberto no dia 1 de setembro de 2000 por LINEAR em Socorro.